# Groupe de NGC 7123
Le groupe NGC 7123 comprend au moins quatre galaxies situées dans les constellations du Paon et de l'Indien. La distance moyenne entre ce groupe et la Voie lactée est d'environ 55,9 Mpc (∼182 millions d'al).

## Membres
Le tableau ci-dessous liste les quatre galaxies du groupe indiquées dans l'article de A.M. Garcia paru en 1993.
| Nom       | Constellation | Class. | Type                | α (J2000.0)    | δ (J2000.0)    | Vitesse radiale (km/s) | m            | Distance (Mpc) | Diamètre (kal) |
| --------- | ------------- | ------ | ------------------- | -------------- | -------------- | ---------------------- | ------------ | -------------- | -------------- |
| NGC 7123  | Indien        | Sa     | Spirale             | 21h 50m 46.63s | -70° 20′ 02.9″ | 3698 ± 26              | 12,2         | 53,5 ± 3,8     | 227            |
| IC 5106   | Paon          | SB0^-  | Lenticulaire barrée | 21h 28m 38.13s | -70° 50′ 04.5″ | 3156 ± 10              | 12,9         | 55,9 ± 4,0     | 146            |
| IC 5116   | Indien        | SBbc,  | Spirale barrée      | 21h 37m 05.5s  | -70° 58′ 57.2″ | 3801 ± 21              | 12,4         | 55,1 ± 3,9     | 294            |
| ESO 75-28 | Indien        | Sbc    | Spirale             | 21h 50m 58.24s | -71° 24′ 47.9″ | 3814 ± 22              | 11,83 ± 0,09 | 55,3 ± 3,9     | 186            |

Le site DeepskyLog permet de trouver aisément les constellations des galaxies mentionnées dans ce tableau ou si elles ne s'y trouvent pas, l'outil du site constellation permet de le faire à l'aide des coordonnées de la galaxie. Sauf indication contraire, les données proviennent du site NASA/IPAC.